# Kazimierek
Kazimierek – wieś w Polsce położona w województwie łódzkim, w powiecie kutnowskim, w gminie Bedlno.

W roku 1882 w miejscowości znajdowały się dwa domy oraz zamieszkiwało ją ośmiu mieszkańców. Na terenie miejscowości istniał folwark.

W latach 1975–1998 miejscowość administracyjnie należała do województwa płockiego.